# Городок (Камінь-Каширська міська громада)
Городо́к — село в Україні, у Камінь-Каширській громаді Камінь-Каширського району Волинської області. Населення становить 76 осіб.

## Географія
Село розташоване на лівому березі річки Коростянки.

## Населення
Згідно з переписом УРСР 1989 року чисельність наявного населення села становила 68 осіб, з яких 33 чоловіки та 35 жінок.
За переписом населення України 2001 року в селі мешкало 75 осіб. 100 % населення вказало своєю рідною мовою українську мову.